# Ongar, Essex
Ongar är en civil parish i Epping Forest i Storbritannien. Det inkluderar Chipping Ongar, Greensted och Shelley. Den ligger i grevskapet Essex och riksdelen England, i den sydöstra delen av landet, 30 km nordost om huvudstaden London. Orten har 6 251 invånare (2011). Byn nämndes i Domedagsboken (Domesday Book) år 1086, och kallades då Angra.